# 2003年 インサイトボウル
2003年のインサイトボウルは、2003年12月26日にアリゾナ州フェニックスのバンクワンボールパークで開催されたバージニアテックホーキーズとカリフォルニアゴールデンベアーズのポストシーズンアメリカンカレッジフットボールゲームである。
試合は両チームにとって2003年NCAAディビジョンI-Aフットボールシーズンの最終戦であり、52-49でカリフォルニアの勝利に終わった。ホーキーズとカリフォルニア大の合計得点は101点で、延長戦のないボウルゲームで2チームがこれ以上の得点を挙げたのは2001年のGMACボウルのみである。
2003年の大学フットボールシーズン、ホーキーズはレギュラーシーズン8勝4敗の成績を残した。ビッグイーストカンファレンスの3位チームとして、テックは2003年のインサイトボウルへの招待を受けた。ホーキーズと対戦したのは、レギュラーシーズン7勝6敗でパシフィック10（Pac-10）3位タイのカリフォルニア・ゴールデン・ベアーズだった。
2003年のインサイトボウルは、米国東部時間12月26日午後8時30分にキックオフされた。試合は序盤からハイペース、ハイスコアで進んだ。第1クォーターに、ホーキーズは、この試合4タッチダウンを放ったクォーターバック、ブライアン・ランドールのパスゲームにより、21-7とリードを広げた。第2クォーター、カリフォルニア工科大は第1クオーターの14点差を2タッチダウンで挽回。一方、ホーキーズはさらに1点を追加し、28-21とリードしてハーフタイムを迎えた。
後半も猛攻は続いたが、最初に優位に立ったのはカリフォルニアだった。第3クオーターを通してホーキーズを無得点に抑えたディフェンスに支えられ、カリフォルニアとクォーターバックのアーロン・ロジャースは21得点を挙げ、42-28とリードして第4クオーターに入った。その第4Q、ホーキーズが奮起。ホーキーズがタッチダウンを決めたが、カルフォルニアもタッチダウンで応戦し、49-35。ホーキーズは2分足らずで80ヤードのタッチダウンドライブを成功させ、ディアンジェロ・ホールのパントリターンでタッチダウンを奪い、49-49と同点に追いついた。得点後の工大のキックオフがアウトオブバウンズとなり、ベアーズは35ヤードラインを確保。時間切れとなり、ベアーズは勝負を決めるべくドライブを開始した。わずか7プレーで47ヤード前進し、フィールドゴールを狙った。時間切れとなり、キッカーのタイラー・フレドリクソンが35ヤードのフィールドゴールを決め、カリフォルニアが52-49で勝利した。

## チームの選択
2003年、インサイトボウルはビッグイーストカンファレンスおよびパシフィック10カンファレンスと契約し、毎年開催される試合への参加チームを選出した。コンチネンタル・タイヤ・ボウルの関係者はバージニア工科大学への参加を検討したが、コンチネンタル・タイヤ・ボウルはアトランティック・コースト・カンファレンスと契約しているため、バージニアを招待する必要があった。コンチネンタル・ボウルの関係者は、レギュラーシーズン最終戦で対戦する2チームを選ぶのではなく、別のチームを選んだ。ホーキーズにとってもう1つの可能性はサンフランシスコ・ボウルで、そのボウルの管理者もビッグイーストと契約していたが、工大は前年のサンフランシスコ・ボウルで対戦していたため、ボウルの組織委員会は2度目の招待を断念した。
カリフォルニアのインサイトボウルへの道は、それほど遠回りではなかった。Pac-10では、1位の南カリフォルニアが同カンファレンスのボウル・チャンピオンシップ・シリーズへの出場権を獲得。2位のワシントン州はホリデーボウルから選ばれ、カリフォルニアと同率3位のオレゴンはサンボウルへの招待を受けた。オレゴンは総合成績でカリフォルニアを上回り、直接対決でも勝っていた。

### バージニア工科大学 バージニアテックホーキーズ
シーズンオフの間に、ホーキーズはアトランティック・コースト・カンファレンスへの招待を受け、それを受諾し、2003年シーズンはビッグ・イーストでの最終年となった。ビッグ・イースト・フットボールを担当する記者による毎年恒例のプレシーズン投票では、バージニア工科大学は前年度王者のマイアミ、ピッツバーグに次ぐカンファレンス3位に選ばれた。
バージニア工科大の今季初戦は8月31日、ホームでのセントラルフロリダ戦だった。元スター選手マイケル・ヴィックの弟でクォーターバックのマーカス・ヴィックのデビュー戦となったこの試合、10位のバージニア工科大が序盤にリードを奪うと、セントラルフロリダが後半に反撃。しかし、バージニア工科大学は48-29で勝利を収めた。10月11日、4位のホーキーはシラキュース大学に51-7で快勝し、バージニア工科大学は6勝0敗となった
第7戦、ホーキーズは初黒星を喫した。ウェストバージニア大学の本拠地であるモーガンタウンに遠征した3位のホーキーズは、23位のマウンテニアーズに28-7で敗れた。この敗戦は2001年11月以来のもので、それまで無敗だったホーキーズを全米選手権出場争いから脱落させた。ウェストバージニア戦の敗戦から立ち直ったホーキーズは、学校史上最も注目を集めた勝利のひとつを挙げ、2位のハリケーンズを31-7で破った。この試合はマイアミのレギュラーシーズン39連勝に終止符を打ち、テックにとっては34試合ぶりのトップ8チームに対する勝利となった。
マイアミ戦の勝利の後、テックの運命は劇的に悪化した。この勝利の翌週、工大はピッツバーグに31対28で敗れ、その後、そのシーズンにわずか1勝しか挙げていなかったテンプル大との延長戦に1点差で逃げ切った。一部のバージニア工科大学ファンにとって、12月1日に受け入れられたインサイトボウルの招待は、全米選手権試合出場を期待して始まったシーズン後の失望であった。

### カリフォルニア
カリフォルニア・ゴールデン・ベアーズは2002年に7勝5敗の成績を収め、ビッグゲームで伝統的ライバルのスタンフォードに30-7で勝利して頂点に立った[20]。これはカリフォルニアにとって1993年以来の優勝シーズンで、2001年の1勝10敗に続くものだった。新ヘッドコーチのジェフ・テッドフォードは、短期間でプログラムを立て直したことで称賛され、2003年シーズンへの期待が高まった。テッドフォードはオフシーズンに新たな5年契約を勝ち取り、Pac-10カンファレンスをカバーするメディアによる毎年恒例のプレシーズン投票では、カリフォルニア州は10チーム中8位に選ばれた。
ベアーズのシーズン初戦、カリフォルニアはミズーリ州カンザスシティのアローヘッドスタジアムに遠征し、2003年BCAクラシックで10位のカンザスステートと対戦した。カリフォルニア州は両チームの開幕戦で42-28で敗れた。カリフォルニア州は次の試合で敗戦から立ち直り、訪問したサザンミス・ゴールデンイーグルスを34-2で圧倒した。
サザンミスに対するベアーズの成功にもかかわらず、彼らは次の2試合で苦労し、コロラド州とユタ州の両方に敗れた。ビッグ10の対戦相手イリノイと対戦するために中西部に旅行し、カリフォルニアは新しいクォーターバック、アーロン・ロジャースをデビューさせた。ロジャースはユタとのカリフォルニアのゲームの後半に成功したが、勝利を得ることはできなかった。しかし、イリノイ戦ではカリフォルニアのオフェンスを指揮し、31-24で勝利した。
イリノイ戦の翌週、カリフォルニアは今季最も手強い相手、ランキング3位の南カリフォルニアと対戦した。USCトロージャンズは無敗でベアーズ戦に臨み、11連勝中だったが、カリフォルニアは試合を通じてリードを保っていた。しかし、第4クォーターにUSCが同点に追いつき、延長戦に突入。スコアが同点のままの2回目と3回目の延長戦を迎えた。3回目の延長戦の終わりに、カリフォルニアのキッカー、タイラー・フレドリクソンの38ヤードのフィールドゴールキックが成功し、ベアーズは34-31で勝利した。1975年以来、トップ5チームに対するカリフォルニア初のホーム勝利であり、USCの今シーズンの唯一の敗北であることが判明した。カリフォルニアは次の2試合に敗れたが、最後の5試合で4勝し、7勝6敗でレギュラーシーズンを終え、インサイトボウルの出場権を獲得した。
カリフォルニアのヘッドコーチであるジェフ・テッドフォードは、「ボウルゲームへの出場は今年の主要目標のひとつであった。インサイトボウルは、カリフォルニアにとって1996年以来のボウルゲーム出場となる。ボウルゲームでプレーすることは今年の主要目標のひとつだったので、今日の発表は、このチームとカルフォルニア・フットボール・プログラムにとって画期的な出来事だ」と述べた。

## 試合前の準備
試合までの数週間、メディアはバージニア工科大学の試合へのモチベーションの低さに焦点を当てた。ホーキーズはシーズンの初めに国内のトップ5チームにランクされ、インサイトボウルよりも高い期待を持っていた。これは、一部のコメンテーターが気晴らしを引き起こす可能性があると推測した要因である。この試合はバージニア工科大学にとって初めてのアリゾナ州での試合であり、初めてのPac-10チームとの対戦でもあった。カリフォルニア州は、1990年代半ばに名称が変更される前のインサイトボウルの名称である、1990年のコッパーボウルに出場した。

### 攻撃的な対戦

#### バージニア工科大学の攻撃
バージニア工科大学のランニングバックであるケヴィン・ジョーンズは、バージニア工科大学がインサイトボウルに選出された翌日、NFLドラフト入りを優先して最終学年を見送ることを発表し、メディアの注目を集めた。ジョーンズはオールアメリカに選出され、レギュラーシーズンで1,494ヤードをラッシングし、バージニア工科大学のシングルシーズン記録を更新した。憶測はすぐに、ジョーンズがその年のドラフトで取られたトップランニングバックになる可能性があるという事実に変わった。
ジョーンズの成功を支えたのは、AP通信のオールアメリカファーストチーム・センター、ジェイク・グローブを中心とする強力なオフェンスラインだった。グローブはそのシーズン、ホーキーズで唯一のオールアメリカ1チーム選手で、毎年全米最高のカレッジセンターに贈られるデイブ・リミントン・トロフィーを獲得した。ジョーンズと同様、グローブもインサイトボウル後にNFLドラフト入りを表明した。
バージニア工科大のクォーターバックであるブライアン・ランドールもホーキーズの強力なオフェンスラインの恩恵を受けた。ランドルはレギュラーシーズンを通して、パス1,598ヤード、タッチダウン11回を記録。彼はまた、地面で412ヤードを走り、ホーキーズの2番目にリードするラッシャーだった。ワイドレシーバーのアーネスト・ウィルフォードはレギュラーシーズンを776レシーブヤード、3タッチダウンで終え、ホーキーズを代表するレシーバーとなった。

#### カリフォルニア側の攻撃
ランニングバックのアディムチノベ・エチェマンドゥは、ESPN.comのライターであるテッド・ミラーによってカリフォルニアのレギュラーシーズンで最も価値のある選手に選ばれた。彼は、怪我のために1試合を欠場し、ほとんどの試合を欠場したにもかかわらず、地上でのエチェマンドゥの1,161ヤードと12タッチダウンを指摘した。彼は、そのポジションでチームのバックアッププレーヤーとしてシーズンを開始したにもかかわらず、2,509パスヤードと17タッチダウンでシーズンを終えたベアーズのクォーターバック、アーロン・ロジャースに先んじて選ばれた。彼は元の先発クォーターバックのレジー・ロバートソンを上回り、シーズン後半のほとんどで彼に取って代わった。

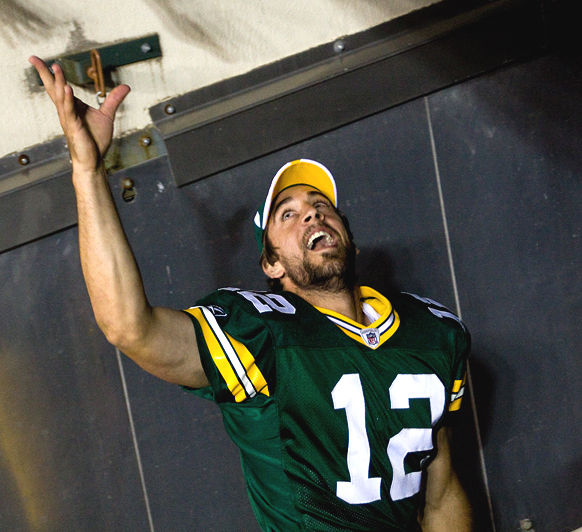
グリーンベイ・パッカーズのジャージを着ているアーロン・ロジャースは、試合中にカリフォルニアのクォーターバックだった。

ロジャースのお気に入りのパスターゲットはワイドレシーバーのジェフ・マッカーサーで、彼はレギュラーシーズン中、ベアーズを代表するレシーバーとなり、パスキャッチ85回、学内記録のレシーブヤード1,504ヤード、タッチダウン10回を記録した。しかし、インサイトボウル前のベアーズ最後の練習で、マッカーサーは右前腕を骨折し、出場できなくなった。マッカーサーはレギュラーシーズン中、Pac-10の選手としては3番目に多いレシーブ総数を記録し、1試合平均のレシーブヤードも全米で2番目に多かった。彼はレシーブヤードとレシーブ数でカリフォルニアのシングルゲーム記録を樹立した。インサイトボウルではマッカーサーに代わってジュニアレシーバーのチェイス・ライマンが先発に抜擢された。ライマンはシーズン中、パスキャッチ7回、107ヤードにとどまった。
試合前の練習で、カリフォルニアのキッカー、タイラー・フレドリクソンは、難しいバージニア工科大のキックブロック攻撃を避けるため、ボールを高く蹴る練習をした。レギュラーシーズン中、フレドリクソンは5本のキックをブロックされ、フィールドゴール29回中14回しか成功しなかった。一方、バージニア工科大はインサイトボウルまでの200試合で102本のキックをブロックしている。
シーズンの初めとNo.3マイアミに対してうまくいったバージニア工科大学のディフェンスは、レギュラーシーズンの最終試合で低迷し、相手の攻撃に123ポイントと1,800ヤード以上を可能にした。前シーズンの業績と比較してパフォーマンスが悪かったにもかかわらず、バージニア工科大学は依然としてトータルディフェンス、得点ディフェンス、クォーターバックサックでビッグイーストカンファレンスで2位にランクインした。
そのディフェンスをリードしたのがコーナーバックのディアンジェロ・ホールで、オールアメリカの2ndチーム、オールビッグイーストの1stチームに選ばれ、毎年カレッジフットボール界最高のディフェンスバックに贈られるジム・ソープ賞の準決勝にも残った。ホールは54タックルと1インターセプトでレギュラーシーズンを終えた。ホールはリターンキックでも脅威だった。レギュラーシーズンはパント30回、434ヤード、タッチダウン2回をリターンした。

#### カリフォルニア側の防衛
カリフォルニアのディフェンスを牽引したのは、オールパック10に選出されたディフェンスバックのドニー・マクレスキーで、レギュラーシーズンでチーム最多の99タックルと2インターセプトを記録した。この99タックルは、カリフォルニアの歴代シングルシーズン・タックル・リーダー・リストの14位に並ぶものである。
ラインマンのライアン・リドルは、ベアーズでわずか3試合しかプレーしていないにもかかわらず、サック5.5回、ロスタックル6.5回を記録し、注目を集めた。リドルは学業に専念するため、2年間フットボールをしていなかった。やがてジュニアカレッジのチームと契約し、ベアーズが彼のプレーに興味を示したのでカリフォルニアに移籍した。

## ゲームの概要

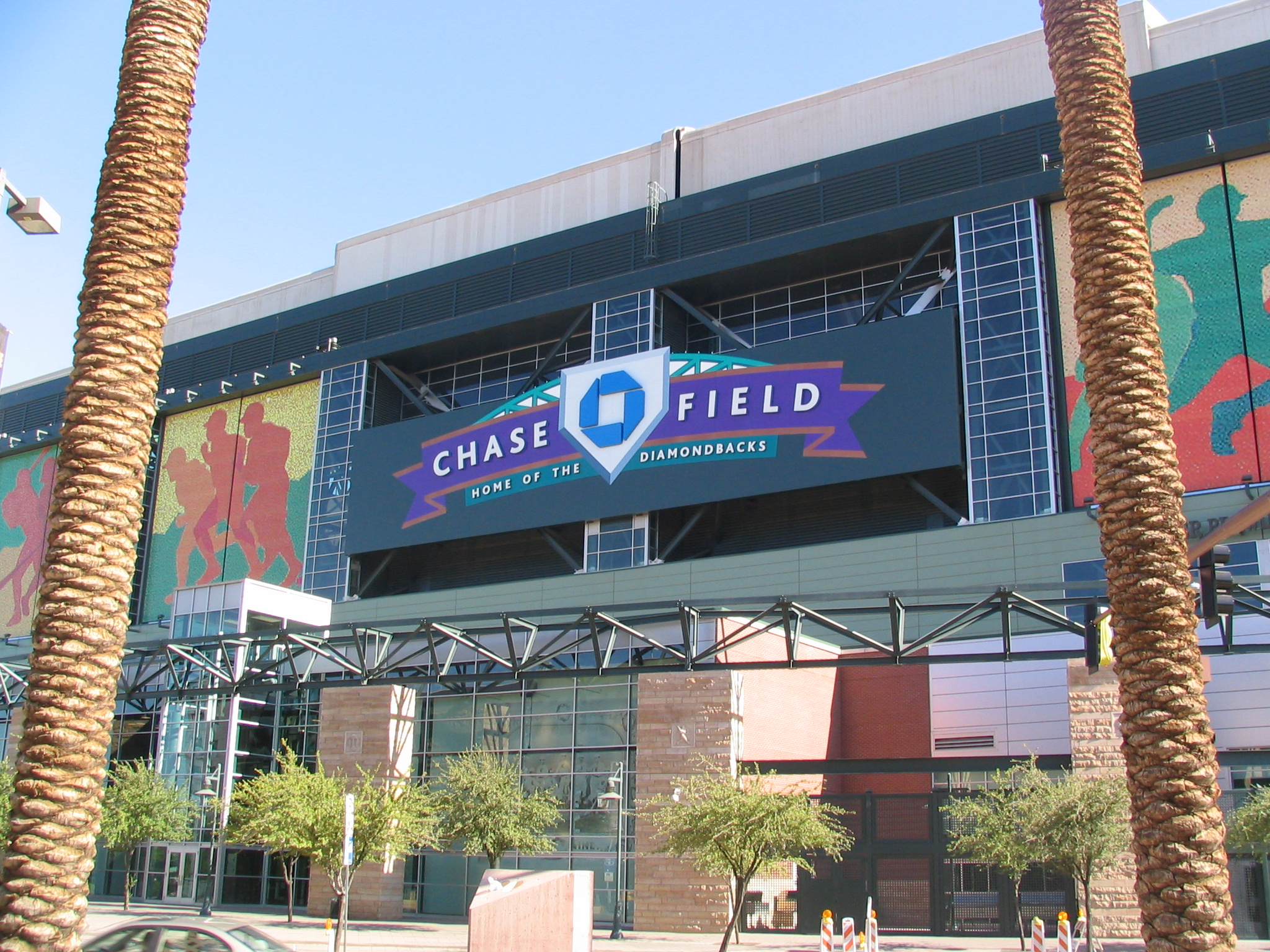
Bank One Ballpark has since been renamed Chase Field.

2003年のインサイトボウルは、アリゾナ州フェニックスのバンクワン・ボールパークで2003年12月26日午後8時30分（東部標準時）にキックオフされた。通常は野球場だが、バンク・ワン・ボールパークは2000年から2005年まで、野球の試合で使われる標準的な座席から再構成してインサイトボウルを開催した。この試合には42,364人が来場し、完売にはあと511人足りず、インサイトボウルの試合としては2000年にバンク・ワン・ボールパークに移転して以来最大の観客数となった。ゲームへの参加と引き換えに、各チームは75万ドルを受け取った。試合2日前の12月24日、スプレッドベッターはバージニア工科大学が3点差で勝つと予想していた。
マーク・マローン、マイク・ゴリック、ロブ・ストーンが解説を務めたESPNのテレビ中継では推定270万人が観戦。視聴者数は十分多く、ニールセンの視聴率は3.08で、そのシーズンに最も視聴されたボウルゲームとしては13番目、ESPNで放送された20のボウルゲームの中では4番目に高いテレビ視聴率となった。キックオフ時の天候は晴れ、気温は56°F（13℃）。気温が低かったため、開会式で花火が打ち上げられた後、バンクワン・ボールパークの屋根（開閉式）は閉鎖された。

### 第1クォーター
試合前のコイントスの後、カリフォルニアがボールを受け取り、試合が始まった。試合開始のキックオフをジェームズ・ベシアがリターンし、カリフォルニア21ヤードラインへ。試合最初のプレーで、カリフォルニアのクォーターバック、アーロン・ロジャースがワイドレシーバー、バール・トーラーに19ヤードのパスを成功させ、この試合のオフェンス特性を予感させた。ロジャースはさらにパスを成功させ、ベアーズはバージニア工科大学に対するペナルティに助けられた。ランニングバックのアディムチノベ・エチェマンドゥが2回ボールを走らせショートゲイン、ロジャースはロングパスでファーストダウンを取り続け、ゴールデンベアーズのオフェンスドライブを継続させた。バージニア工科大学陣内深くで、ロジャースは2度ボールを走らせ、ショートゲインとこの試合最初のタッチダウンを挙げた。キッカー、タイラー・フレドリクソンのエクストラポイントも成功し、残り9分43秒で7-0とリードを広げた。
バージニア工科大のマイク・イモーはタッチダウン後のキックオフをフィールドで52ヤードリターンし、ヴァージニア工科大の攻撃陣がカリフォルニア陣内に入り、この試合最初の攻撃権を獲得した。最初のプレーでサックされ9ヤードのロスを喫したものの、その後4回のパスを全て成功させ、カリフォルニア陣深くまで攻め込んだ後、2ヤードのタッチダウンランで得点した。このドライブに要した時間はわずか2分半で、タッチダウンとそれに続く追加点により、このQ残り7分13秒で7-7の同点に追いついた。
バージニア工科大のキックオフを受け、カリフォルニアのオフェンスがフィールドに戻った。ベアーズは最初のドライブの成功を繰り返すことができず、3＆アウトとなり、ボールをバージニア工科大にパントで戻した。ホーキーズは43ヤードラインでボールをリカバーし、素早く前進。ブライアン・ランドールがレシーバーのクリス・シュリーブに53ヤードのパスを成功。その2プレー後、ランドルは3ヤードのタッチダウンパスを成功させ、残り2分40秒で14-7とリードを広げた。タッチダウン後、カリフォルニアはボールを受けたが、またもや3＆アウト。ここでホーキーズが速攻。カリフォルニア49ヤードラインからスタートしたバージニア工科大は1プレーで得点。ランドルがワイドレシーバーとして出場したクォーターバックのマーカス・ヴィックにロングパスを通したのだ。この得点と追加点で試合は21-7となり、第4Q残り50秒となった。カリフォルニアはキックオフを受けると、クォーター終了までに3つのクイックプレーを行った。時間切れとなり、カリフォルニアは4thダウン、36ヤードラインから9ヤードの地点でパントの準備に入った。バージニア工科大が21-7でリードした。

### 第2クォーター
第2クォーターはカリフォルニアのパントで始まった。バージニア工科大は15ヤードラインでリカバーし、第2Q最初の攻撃シリーズを開始した。最初のプレーで、バージニア工科大のランニングバック、ケビン・ジョーンズがカリフォルニアのディフェンスを振り切って42ヤードをゲイン。次のプレーでは、ブライアン・ランドールがレシーバーのアーネスト・ウィルフォードに11ヤードのパスを成功させた。ジョーンズは9ヤードのランで復帰し、ホーキーズをカリフォルニア22ヤードラインまで追い詰めたが、ホーキーズのオフェンスはそこで失速。しかし、ホーキーズのオフェンスはそこで行き詰まり、セカンドダウンを迎え、ファーストダウンを取るには2ヤード必要だったが、2回のトライで必要なヤーデージを稼げなかった。ホーキーズのキッカー、カーター・ウォーリーが40ヤードのフィールドゴールを狙ったが、これは失敗だった。
第2クォーターの最初のドライブで、ゴールデンベアーズは試合最初のドライブ以来欠けていた成功を収めた。クオーターバックのアーロン・ロジャースがショートパスを成功させ、スクランブルで24ヤード先制。カリフォルニアはボールを3回走らせてさらにファーストダウンを取り、ロジャースがチェイス・ライマンに33ヤードのタッチダウン・トスを決めた。この得点はカリフォルニアにとって試合開始ドライブ以来のもので、ハーフタイム前9分10秒でバージニア工科大のリードを21-14まで縮めた。バージニア工科大はタッチダウン後のキックオフを自陣20ヤードライン付近でリカバーし、得点ドライブを開始。最初はゆっくりとした動きで、6プレーを費やしてわずか14ヤードしか進めず、その間に1stダウンを獲得。そして3rdダウン7に直面し、ランドルがリチャード・ジョンソンに25ヤードのパスを通した。続いてマーカス・ヴィックへの31ヤードのロングパス。その直後のプレーでケビン・ジョーンズが7ヤードを走り切り、バージニア工科大のタッチダウンとなった。バージニア工科大の得点で試合は28-14となった。
カリフォルニアは短いキックオフリターンの後、29ヤードラインから次のドライブを開始した。最初、ベアーズはボールを動かすのに苦労したが、バージニア工科大に対する15ヤードのパーソナル・ファウルのペナルティに助けられた。これでボールはミッドフィールド付近まで進み、カリフォルニアにファーストダウンを与えた。その後、アーロン・ロジャースが連続パスを成功させ、カリフォルニアをバージニア工科大学側に追い込み、エンドゾーンへ。J・J・アリントンへの13ヤードのパスで、ロジャースは残り30秒でバージニア工科大のリードを28-21まで縮めた。キックオフ後、バージニア工科大は31ヤードラインで交代。ケビン・ジョーンズが15ヤード、ブライアン・ランドールが30ヤードのパスを成功させ、バージニア工科大をカリフォルニア陣内に追い込んだ。バージニア工科大はボールを前進させることができなかったが、キッカーのカーター・ウォーリーが45ヤードのフィールドゴールを決めた。前半終了間際、ウォーリーのキックは外れ、ホーキーズにリードを広げるチャンスは訪れなかった。前半終了時、バージニア工科大はまだ28-21とリードを保っていた。

### 第3クォーター
カリフォルニア大が試合開始のボールを受け取ったため、バージニア工科大が後半開始のボールを受け取った。バージニア工科大のマイク・イモーはゴールラインでボールをフィールドに出し、40ヤードをリターン。ブライアン・ランドールがパスを2回成功させ26ヤードの好スタートを切り、ケビン・ジョーンズがさらに16ヤード走った。しかし、カリフォルニアのレッドゾーンに侵入した後、カリフォルニアのディフェンスが硬直し、工大はファーストダウンを奪えない。キッカーのカーター・ウォーリーはこの試合3本目となる28ヤードのフィールドゴールを試みたが、前回同様、キックは失敗に終わった。
キックを失敗した後、カリフォルニアは12ヤードラインで交代。アーロン・ロジャースがパスを3回成功させて58ヤード、アリントンがエンドアラウンドランで15ヤードを追加。試合時間2分44秒、カリフォルニアは88ヤードを前進してタッチダウン。この得点で28-28の同点に追いついたのは第4Q残り10分12秒。タッチダウン後のキックオフを受けた工大は、すぐに2つのファーストダウンを獲得したが、自陣40ヤードラインを越えてボールを進めた後、カリフォルニアにパント（4回の攻撃以内に10ヤードを超えられないと判断した場合、4回めの攻撃権を放棄してキックをして陣地の挽回をすること）で返された。
流れがゴールデンベアーズに傾き、リードを奪うチャンスを迎えたカリフォルニアは、34ヤードラインからタッチダウンを奪うのに3プレーを要した。ロジャースが42ヤードのパス、14ヤードのパスを成功させ、バージニア工科大10ヤードラインからアディムチノベ・エチェマンドゥがエンドゾーンまでボールを走らせた。この得点でカリフォルニアは試合最初のドライブ以来のリードを奪い、第4Q残り5分52秒、スコアボードは35-28、カリフォルニアと表示された。タッチダウン後、バージニア工科大はボールを受け、この試合初の3＆アウト。バージニア工科大は3プレーで4ヤードを走られ、パントに追い込まれた。
カリフォルニアは自陣41ヤードでボールを受け、フィールドポジションの良さを生かした。つのショートゲインプレーの後、ロジャースは16ヤードのパスと24ヤードのトスを成功させ、ベアーズをバージニア工科大学20ヤードライン内に追い込んだ。エチェマンドゥが2回ラッシングして合計7ヤード、ロジャースが残り9ヤードを自ら走ってまたもカリフォルニアのタッチダウン。このタッチダウンと追加点でカリフォルニアは42-28とこの試合最大のリードを得た。バージニア工科大は第4Q残り41秒でボールを受け取り、4つのクイックプレーを実行。ブライアン・ランドールが2回インコンプリートを投げた後、アーネスト・ウィルフォードに23ヤードのロングパスをつなぎ、さらにケビン・ジョーンズがフィールド中央を12ヤード突進。第4Qの時間切れで、工大は開始以来初めてカリフォルニア陣内に入り、ファーストダウンを獲得。第3Q終了時、カリフォルニア大は42-28とリードを保っていた。

### 第4クォーター
第4クォーター、バージニア工科大はカリフォルニア45ヤードラインで1stダウンを迎え、ボールを持った。つのショートプレーで7ヤードを獲得すると、ケビン・ジョーンズが15ヤードのラッシング。次のプレーでは、ブライアン・ランドールがレシーバーのキース・ウィリスに22ヤードのトスを決め、タッチダウン。この得点と追加点でカリフォルニアのリードは42-35に縮まり、試合は残り13分35秒となった。
タッチダウン後のキックオフとショートリターンの後、カリフォルニアは35ヤードラインでボールを受け取った。ベアーズはこの試合を通しての傾向通り、パスよりもラッシングでボールを運び、時間を使い切った。アーロン・ロジャースはこのドライブで4回パスを成功させ38ヤードを稼いだが、J・J・アリントンとヴィンセント・ストラングはこのポゼッションで合計8回ボールを走らせた。カリフォルニアは、ヴィンセント・ストラングが13ヤードの突進でタッチダウンを決めるまでに7分9秒を費やした。この得点でカリフォルニアは14点のリードを取り戻し、試合は残り6分26秒で49-35となった。
早く得点したいバージニア工科大のその後のドライブは、主にパスプレーで構成された。最初のプレーはマーカス・ヴィックがクォーターバックを務めたが、パスが不成功に終わり、ブライアン・ランドールに交代。ランドルはこのドライブで最初のパスを3回成功させて46ヤードを稼ぎ、ホーキーズをカリフォルニア陣内に押し込んだ。ケビン・ジョーンズが2回のラッシュでファーストダウンを獲得し、ランドルがクリス・シュリーブへ28ヤードのパスを成功させてタッチダウンを奪い、カリフォルニアのリードを49-42まで縮めた。このドライブに要した時間はわずか2分で、試合は残り4分26秒となった。タッチダウン後のキックオフを受けたカリフォルニアは3＆アウトとなり、ヴァージニア・テックが試合を決める可能性のあるドライブをする時間は十分にあった。
タイラー・フレドリクソンのパントをバージニア工科大のディアンジェロ・ホールが52ヤードリターンし、タッチダウンを決めたからだ。ホールのリターンで49-49の同点に追いついた試合は、残り3分11秒からカリフォルニアがオフェンスを引き継いだ。バージニア工科大のタッチダウン後のキックオフを受けた後の最初のプレーで、アーロン・ロジャースがバージニア工科大ディフェンスにサックされ、ボールをファンブル。ベアーズのクリス・マーフィーがこのボールに飛びつき、試合終了のターンオーバーを防いだ[66]。ロジャースは、まずJ・J・アリントンへの11ヤード、次にブランドン・ホールへの18ヤードとファーストダウン、そしてバール・トーラーへの22ヤードとファーストダウンの3連続パスを成功させ、ファンブルから挽回した。最後のプレーでカリフォルニアはバージニア工科大学陣内深くまで進入。テック陣20ヤードでロジャースが5ヤードをゲインし、勝負を決めるフィールドゴールキックに備えた。残り2秒、カリフォルニアはタイムアウトを取り、キッカーのタイラー・フレドリクソンを投入した。バージニア工科大は最後のタイムアウトを要求してキッカーを冷やそうとしたが、フレデリクソンはプレッシャーにもめげず、35ヤードのフィールドゴールはゴールポストを通過してタイムアップ。このキックはカリフォルニアに3点を与え、52-49で勝利した。
|                             | VT    | CAL   |
| --------------------------- | ----- | ----- |
| 1stダウンズ                 | 27    | 27    |
| 総ヤード                    | 551   | 530   |
| パッシングヤード            | 398   | 394   |
| ラッシングヤード            | 153   | 136   |
| 罰則                        | 6–40  | 4–25  |
| 3回目のダウンコンバージョン | 8–12  | 13–17 |
| 4回目のダウンコンバージョン | 0–0   | 0–0   |
| ターンオーバー              | 0     | 0     |
| 所持時間                    | 22:45 | 37:15 |

2003年のインサイトボウルでの成果により、カリフォルニア州のクオーターバック、アーロン・ロジャースはオフェンス・プレーヤー・オブ・ザ・ゲームに選ばれた。ロジャースは35回中27回のパスを成功させ、394ヤードと2回のタッチダウンで勝利した。ロジャースのパフォーマンスは、ほとんどの完了、ほとんどのタッチダウン、最もラッシングタッチダウンでカルのボウル記録を結び、カリフォルニアの歴史の中で1人のプレーヤーによる3番目に高い攻撃出力だった。この勝利はカリフォルニア州にとって、1993年のアラモボウルでアイオワに勝利して以来のボウルでの勝利となった。カリフォルニア州のキッカー、タイラー・フレドリクソンの決勝点はこの試合唯一のフィールドゴールキックであったが、彼は7本のエクストラポイントキックも成功させ7点を挙げた。さらに、彼はカリフォルニアのパンターを務め、合計159ヤードでボールを4回蹴った。彼はシーズンで最も多くの余分なポイントと試みられたほとんどの余分なポイントの学校記録を樹立した。。バージニア工科大のキッカー、カーター・ウォーリーは40ヤード、45ヤード、28ヤードの3本のフィールドゴールを失敗。バージニア工科大のクォーターバック、ブライアン・ランドールはパス34回中24回成功、398ヤード、タッチダウン4回を記録し、試合を終えた。
地上戦では、バージニア工科大のランニングバック、ケビン・ジョーンズがキャリー16回、153ヤード、タッチダウン1回を記録し、全ラッシャー中トップとなっ。彼はこの試合を終え、シーズン最多ラッシングヤード、シーズン最多100ヤードラッシングゲーム、キャリア最多キャリー平均ヤードの記録を樹立した。グラウンドでゴールデンベアーズをリードしたのはJ.J.アリントン。他の2人のカリフォルニアの選手、アディムチノベ・エチェマンドゥとクォーターバックのアーロン・ロジャースの2人も30ヤード以上のラッシングを記録した。エチェマンドゥはタッチダウン1回、ロジャースはタッチダウン2回。
バージニア工科大のレシーバー、アーネスト・ウィルフォードはパスキャッチ8回、110ヤードを記録し、キャリア通算パスレシーブ126回、ボウルゲーム最多レシーブ、シーズン最多レシーブ（56回）の学校記録を作った。テックのマーカス・ヴィックは、通常はクォーターバックで、ワイドレシーバーとして何度かゲームに入れられた。彼は82ヤードの4つのパスとタッチダウンをキャッチした。カリフォルニアのワイドレシーバーであるチェイス・ライマンは、レシーブ5回、149ヤード、タッチダウン1回を記録し、レシーバー全体の統計上でもトップであった。カリフォルニア州最多のレシーブを記録したのはバール・トーラーで、パスキャッチ6回、84ヤードを記録した。ライマンの合計は彼にとってキャリアハイであり、カリフォルニアボウルの試合記録だった。
バージニア工科大のオフェンスは、個人として、あるいはチームとして、ボウルで14の学校新記録を更新またはタイ記録とした。すでに述べたものに加え、ホーキーズのパスによるファーストダウン18回、パス398ヤード、トータルオフェンス551ヤード、パス成功24回、得点49点、パッシングタッチダウン4回もボウル新記録であった。テックの26のラッシングプレーは、バージニアテックのボウルゲームで最も少なかった。カリフォルニアのオフェンスは、ほとんどのポイント（52）、合計ヤード（530）、パスヤード（394）、完了率（77.1%、27-of-35）、タッチダウン（7）、ラッシングタッチダウン（5）のスクールボウル記録を樹立した。
ディフェンスでは、カリフォルニアのライアン・グティエレスがディフェンス・プレーヤー・オブ・ザ・ゲームに選ばれた。彼は試合で12タックルですべての守備選手を率いた。

## 試合後の影響

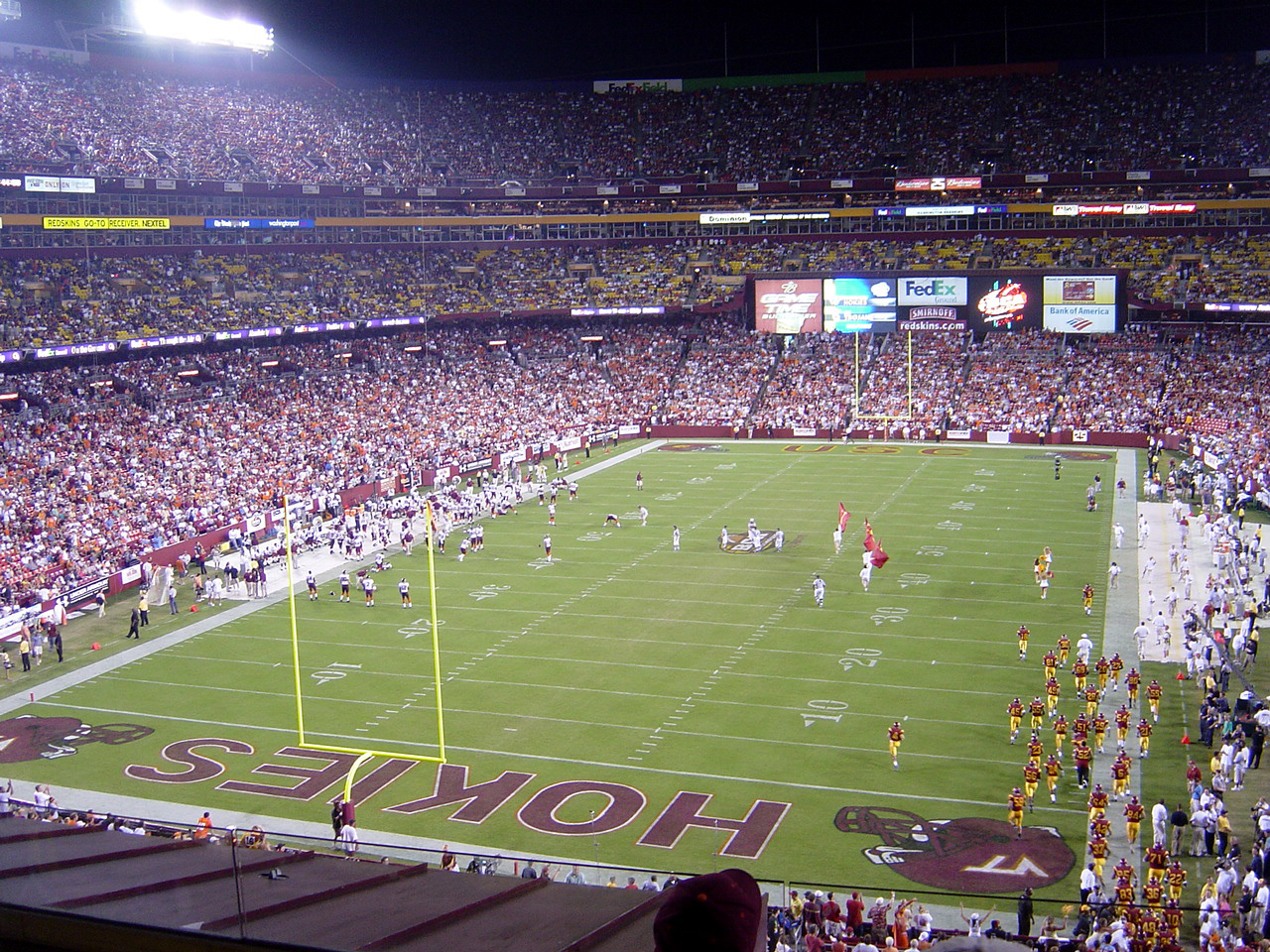
バージニア工科大学は、メリーランド州ランドオーバーのフェデックスフィールドで、2004年シーズンの最初の試合である2004年のBCAクラシックでプレーした。

カリフォルニアの勝利は8-6の最終記録に引き上げ、バージニア工科大学の敗北は8-5の最終記録に下がった。ホーキーズの5連敗は、7勝5敗だった1997年以来最悪のシーズンだった。バージニア工科大とカリフォルニア大の合計得点101点は、延長戦のないボウルゲームとしては2001年のGMACボウルに次いでNCAA史上2番目に高い得点だった。
2004年のNFLドラフトでは、各チームから数名の選手が指名された。カリフォルニア大のマーク・ウィルソンは5巡目、アディムチノベ・エチェマンドゥは7巡目で指名された。バージニア工科大は5人が指名された。ディアンジェロ・ホールとケビン・ジョーンズが1巡目、ジェイク・グローブが2巡目、アーネスト・ウィルフォードが4巡目、ナサニエル・アディビが5巡目に指名された。
インサイトボウルの前日、バージニア工科大学は、伝統的に大学フットボールのシーズン最初の試合である2004年ブラックコーチ協会クラシックへの出場が決まった。バージニア工科大学の対戦相手は、2003年のレギュラーシーズンでインサイトボウルの対戦相手であったカリフォルニアに勝利した南カリフォルニアであった。